# Kang Chae-rim
Kang Chae-rim (koreanisch 강채림; * 23. März 1998 in Südkorea) ist eine südkoreanische Fußballspielerin. Seit 2019 spielte sie die A-Nationalspielerin ihres Landes.

## Karriere

### Verein
Seit 2019 spielt Kang bei Incheon Hyundai Steel Red Angels als Mittelfeldspielerin.

### Nationalmannschaft
2013 spielte Kang bei der U-17 Südkoreas. Zwischen 2013 und 2015 war sie bei der U-20 im Einsatz. Seit 2019 spielt sie für die Südkoreanische Fußballnationalmannschaft der Frauen. Sie debütierte am 9. April 2019 bei einem Freundschaftsspiel gegen Island. Sie nahm an der Fußball-Weltmeisterschaft der Frauen 2019 teil. Bisher absolvierte sie 21 Länderspiele.